# Sigmund Schuckert

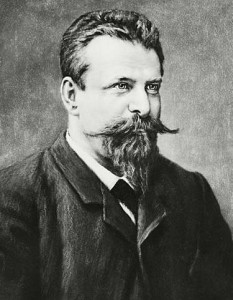
Johann Sigmund Schuckert, 1884

Johann Sigmund Schuckert (* 18. Oktober 1846 in Nürnberg; † 17. September 1895 in Wiesbaden) war ein deutscher Elektrotechniker und Gründer der Firma Schuckert & Co. (Schuckertwerke). Er war einer der Pioniere der Industrialisierung in Nürnberg. 1882 schuf er mit der Aufstellung dreier Laternen in Nürnberg die erste dauerhafte elektrische Straßenbeleuchtung Deutschlands.

## Leben
Sigmund Schuckert wurde 1846 als Sohn eines Büttnermeisters geboren. Bereits in der Volksschule machte er bei Laboratoriumsversuchen Bekanntschaft mit der Elektrizität. Sigmund weigerte sich, die Nachfolge seines Vaters anzutreten, da er den Wunsch hatte, Feinmechaniker zu werden. Mit Hilfe seines Lehrers schaffte er es, eine Lehrstelle als Mechaniker bei Friedrich Heller zu bekommen, Nürnbergs ältester Elektrofirma. Nebenbei beschäftigte er sich mit seinem Steckenpferd, dem Telegrafenbau, und vertiefte autodidaktisch sein Wissen über Arithmetik, Geometrie, Physik und Chemie.
Als Geselle machte sich Sigmund Schuckert auf die Wanderschaft, die ihn über München, Stuttgart, Hannover nach Berlin auch zur Firma Siemens & Halske führte. Überall war er bedacht, die besten Fachleute der renommierten Betriebe kennenzulernen, um sein Fachwissen zu erweitern und sich in seinen eigenen Ideen anregen zu lassen. Bedeutsam war für ihn ein mehrjähriger Amerikaaufenthalt. Durch Auswanderer, die er in Hamburg kennenlernte, wurde in Sigmund Schuckert der Wunsch wach, in die Vereinigten Staaten zu gehen. Während er die Abteilung für elektrische Apparate im mechanisch-optischen Geschäft von Albert Krage leitete, lernte Sigmund Schuckert Englisch. 1869 startete er seine Reise. Von New York kam er über Baltimore, Philadelphia und Cincinnati nach New Jersey, wo er in der Telegrafenfabrik von Thomas Alva Edison arbeitete. Der rüde Ton in der Fabrik und die unmenschlichen Arbeitsbedingungen trieben ihn bald zurück nach New York. 1873 kehrte er nach Deutschland zurück.

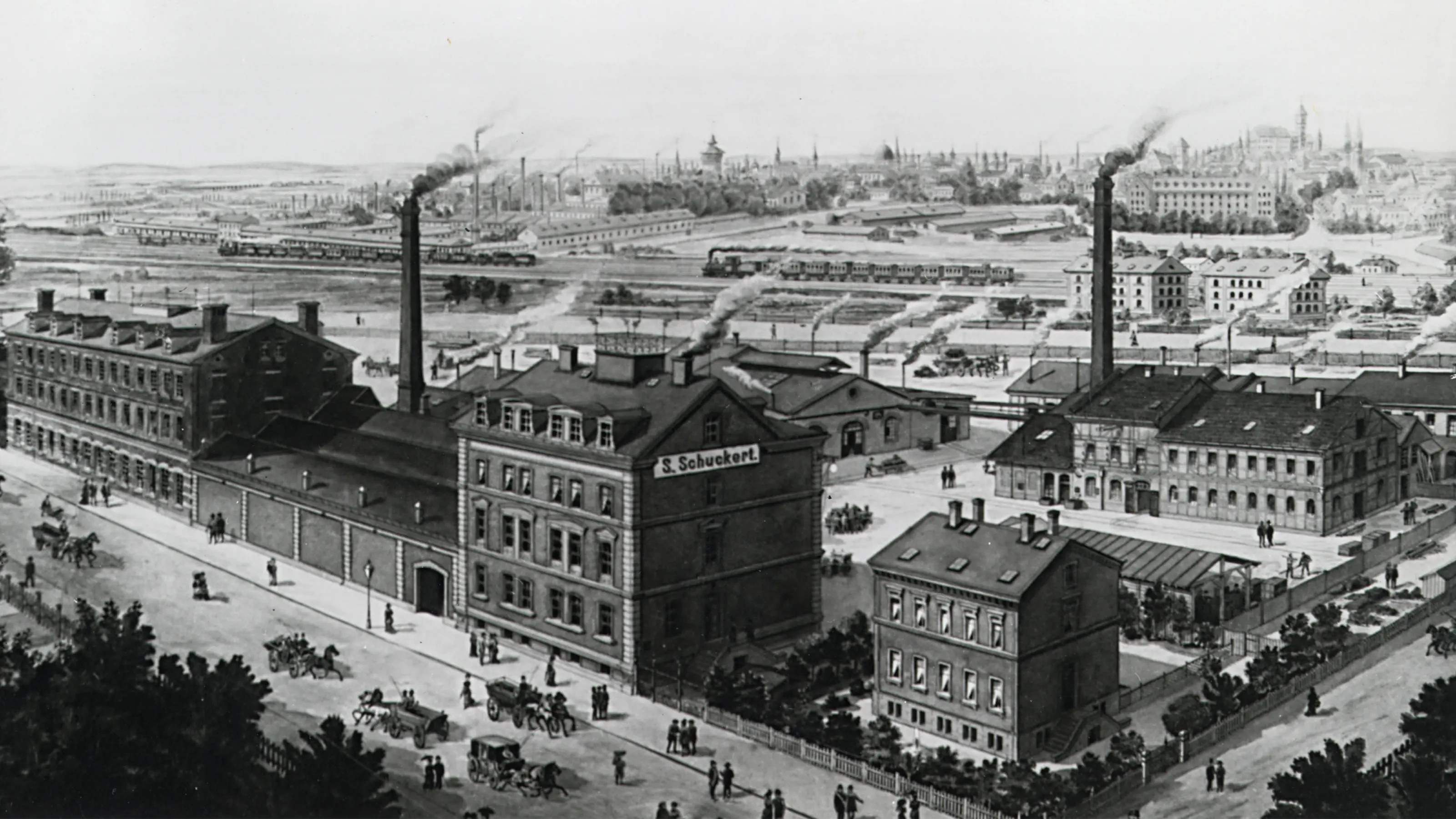
Fabrik von Sigmund Schuckert in Nürnberg

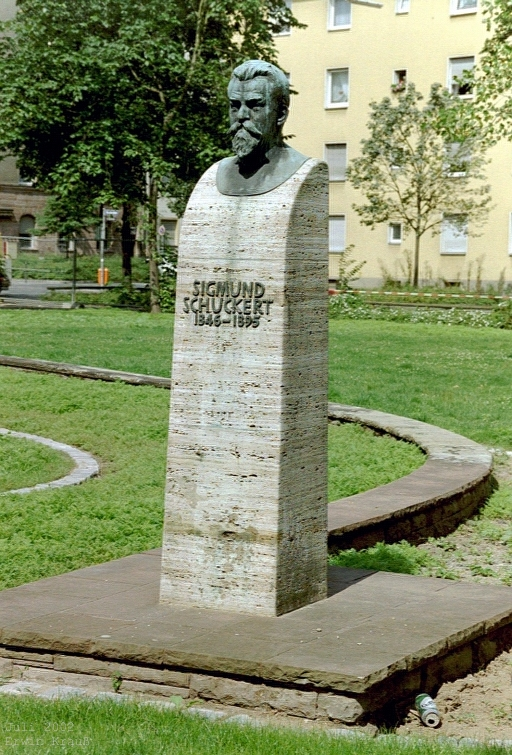
Sigmund Schuckert – Büste am Schuckertplatz in Nürnberg

1873 mietete Sigmund Schuckert einen Werkstattraum in der Schwabenmühle ⊙ in der Nürnberger Kaiserstraße und beschäftigte sich anfangs mit der Reparatur von amerikanischen Singer-Nähmaschinen, mit denen sonst kaum jemand Erfahrung hatte. Die mittlerweile von Siemens konstruierten Dynamomaschinen begeisterten ihn und weckten seinen Ehrgeiz. 1874 erregte Schuckert mit der Konstruktion eines Dynamos nach dem Siemensschen Prinzip erstes Aufsehen und bekam dafür das Gewerbeprivileg erteilt. Ab 1875 war er mit seinen Maschinen erfolgreich auf dem Markt und erhielt dafür 1876 eine staatliche Subvention von 50.000 Mark vom bayerischen König. 1878 errichtete er in Schloss Linderhof als Nebeneffekt der Wünsche des Königs nach Illumination das erste Wärmekraftwerk der Welt. Dieses bestand aus 24 von einer Dampfmaschine angetriebenen Generatoren.
Die von Schuckert produzierten Maschinen waren außerdem günstiger und leistungsfähiger als die Konkurrenzprodukte jener Zeit. Der daraus resultierende Erfolg führte zur Betriebsvergrößerung. 1879 bezog er auf Anraten des Kaufmanns Alexander Wacker, seines späteren kaufmännischen Leiters, einen Teil der Meßthalerschen Maschinenfabrik.
Hier wurden Bogenlampen in großer Stückzahl produziert, deren Qualität auf der Pariser Weltausstellung 1889 große Anerkennung fand. Da die angemieteten Räumlichkeiten bald wieder zu eng wurden, baute er in der Schloßäckerstraße seine eigene große Fabrikanlage und wurde damit zum Unternehmer im eigentlichen Sinn. Er ließ die handwerklichen Traditionen hinter sich, kaufte Teile zu und stellte Mitarbeiter ein.
Im Juni 1882 hatte er in Nürnberg drei Laternen zwischen Josephsplatz und Kaiserstraße aufstellen lassen, womit der Unternehmer und Pionier der Elektrotechnik in der heutigen Fußgängerzone die erste dauerhafte Straßenbeleuchtung Deutschlands geschaffen hat.
Im Jahr 1884 trat Schuckert dem Verein Deutscher Ingenieure (VDI) und dem Bayerischen Bezirksverein des VDI bei. 1885 nahm er Alexander Wacker als Teilhaber auf und stellte Ingenieure, Vertriebsfachleute und andere Spitzenfachkräfte ein, mit denen er seine Fertigung weiter ausbauen konnte. Bald hatte Schuckert & Co. über 280 Mitarbeiter und machte einen Jahresumsatz von 1,53 Millionen Mark. Um die großen Aufträge erfüllen zu können, wurden ab 1889 weitere Grundstücke in der Landgrabenstraße bebaut. Die Erfindung des Scheinwerfers beschleunigte den Aufstieg. Die Scheinwerfer, ein komplettes Produkt der Nürnberger Industrie, wurden in alle Welt exportiert. In den Schuckert-Werken wurden auch komplette elektrische Anlagen bis hin zur Straßenbahn gebaut.
Sigmund Schuckert musste sich 1892 wegen eines Nervenleidens aus dem Betrieb zurückziehen und verstarb 1895 in Wiesbaden.
Seine letzte Ruhestätte fand er auf dem Nordfriedhof in Wiesbaden.
Sein 1893 in eine Aktiengesellschaft mit dem Namen EAG (Elektrizitätsaktiengesellschaft) umgewandeltes Werk wurde 1903 von Siemens & Halske übernommen und zusammen mit deren Starkstromsparte in die Siemens-Schuckertwerke GmbH ausgegliedert; man produzierte zu dieser Zeit jährlich etwa 2.500 Dynamomaschinen und eine entsprechende Anzahl Bogenlampen, elektrische Mess-, Kontroll- und Steuerungsgeräte. 1966 erfolgte die Fusion zur Siemens AG.

## Werke

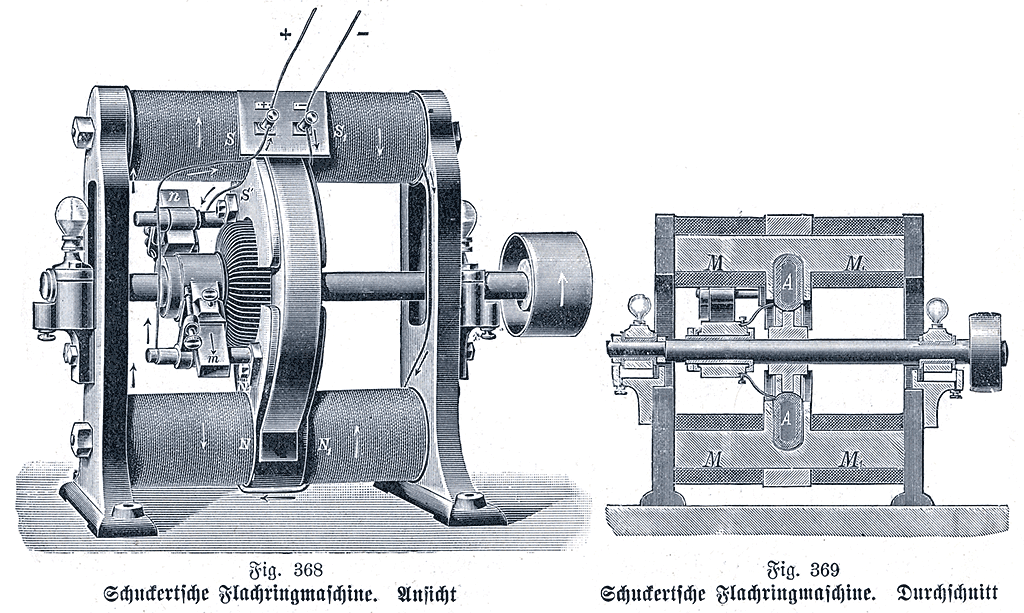
Schuckertsche Flachring-Dynamomaschine, eine Form von frühem Gleichstromgenerator

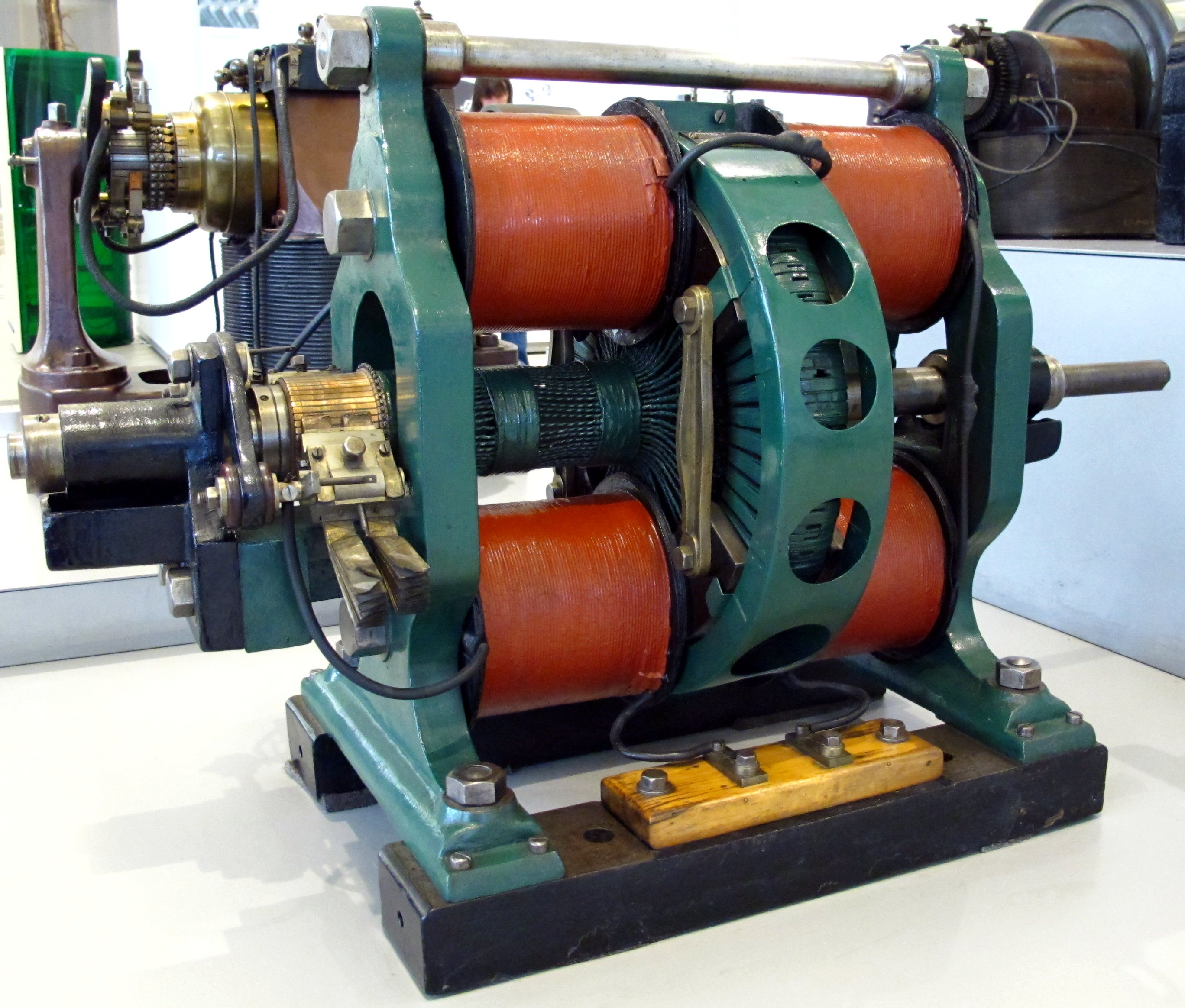
Schuckertsche Flachring-Dynamomaschine im Technischen Museum Wien

- 1876 experimentierte Schuckert in der Nürnberger Kaiserstraße mit selbstregelnden Bogenlampen. Den benötigten Strom produzierte ein selbstkonstruierter Generator in der Almosmühle.
- 1878 baute er in Schloss Linderhof die erste fest installierte elektrische Beleuchtung Bayerns ein.
- Im Moskauer Kreml installierte er eine Lichtanlage.
- 1882 erbaute er mit drei Bogenlampen in der Nürnberger Kaiserstraße die erste dauernd betriebene elektrische Straßenbeleuchtung Deutschlands.
- 1886 gelang es ihm, entgegen dem Rat erfahrener Optiker, den ersten Glas-Parabolspiegel für elektrische Scheinwerfer zu schleifen.

## Soziales Engagement
Sigmund Schuckert setzte Sozialmaßnahmen für Angestellte und Mitarbeiter ein, die weit über das gesetzliche Maß hinausgingen und auch die Familienmitglieder mit einschlossen. Er gründete 1883 eine Kranken- und Pensionskasse, bezahlte Weihnachtsgratifikationen und führte den Zehn-Stunden-Tag ein. Während im Industrie-Milieu im Allgemeinen starke soziale Spannungen vorherrschten, nannten die Firmenmitglieder der Firma Schuckert ihren Dienstherren vertrauensvoll „Vater Schuckert“. Er eröffnete eine Konsumanstalt, um Mitarbeitern günstiges Einkaufen zu ermöglichen, eigene Werkschulen und schuf schließlich die „Sigmund-Schuckert-Stiftung“ zur Förderung würdiger und bedürftiger junger Schüler und Studenten, mit evangelischem Bekenntnis.
Das größte soziale Denkmal setzte er sich in der Stiftung der „Wohnbaugemeinschaft Sigmund Schuckert“. Der Baustil erlangte Modellcharakter für das Genossenschaftswesen im Arbeiterwohnungsbau für das Deutsche Kaiserreich.
Schuckert war auch Mitglied des mäzenatischen Zirkels der Morgengesellschaft, im Industrie- und Kulturverein und im Pegnesischen Blumenorden.

## Ehrungen
In Nürnberg (Eibach) gibt es ein nach Sigmund Schuckert benanntes Gymnasium.
In Mannheim (Neckarau) wurde 1965 die Sigmund-Schuckert-Straße nach Schuckert benannt.
Die Hochschule Mittweida besitzt einen Sigmund-Schuckert-Bau.